# Вице-президент ЮАР
Вице-президент Южно-Африканской Республики — второе по значимости должностное лицо в исполнительной власти ЮАР.
Вице-президент замещает президента в случае невозможности исполнения последним своих обязанностей, и занимает его пост, пока он вакантен. Первым в должность вице-президента ЮАР вступил Фредерик Виллем де Клерк в 1994 году, эту должность он занимал совместно с другим политиком Табо Мбеки.
Действующий вице-президент ЮАР с 7 марта 2023 года — Пол Машатиле.

## Список вице-президентов ЮАР
Партия
 Африканский национальный конгресс
 Национальная партия
| № | Портрет | Вице-президент ЮАР       | Срок полномочий                   | Примечания                                                   |
| - | ------- | ------------------------ | --------------------------------- | ------------------------------------------------------------ |
| 1 |         | Фредерик Виллем де Клерк | 10 мая 1994 — 30 июня 1996        | Был в должности одновременно с Табо Мбеки.                   |
| 2 |         | Табо Мбеки               | 10 мая 1994 — 16 июня 1999        | Был в должности одновременно с Фредериком Виллем де Клерком. |
| 3 |         | Джейкоб Зума             | 16 июня 1999 — 14 июня 2005       | Президент ЮАР с 2009 по 2018 годы                            |
| 4 |         | Фумзиле Мламбо-Нгкука    | 14 июня 2005 — 24 сентября 2008   |                                                              |
| 5 |         | Балека Мбете             | 24 сентября 2008 — 9 мая 2009     |                                                              |
| 6 |         | Кгалема Мотланте         | 9 мая 2009 — 26 мая 2014          | Президент ЮАР с 2008 по 2009 годы                            |
| 7 |         | Сирил Рамафоса           | 26 мая 2014 — 15 февраля 2018     | Президент ЮАР с 2018 года                                    |
| 8 |         | Дэвид Мабуза             | 27 февраля 2018 — 28 февраля 2023 |                                                              |
| 9 |         | Пол Машатиле             | 7 марта 2023                      |                                                              |